# 徳田村 (岡山県)
徳田村（とくだむら）は、岡山県真庭郡にあった村。現在の真庭市蒜山上徳山、蒜山上福田、蒜山下徳山、蒜山湯船に当たる。

## 歴史
- 1889年（明治22年）6月1日 - 町村制施行に伴い、大庭郡上徳山村、上福田村、下徳山村、湯船村が合併し、徳田村となる。大字下徳山に役場を置く。
- 1900年（明治33年）4月1日 - 大庭郡が真島郡と合併し、真庭郡となる。徳田村は真庭郡の所属に変更。
- 1902年（明治35年）4月1日 - 徳田村が真庭郡茅部村の一部（大字西茅部・東茅部・本茅部）と合併し川上村となる。同日徳田村は廃止。

## 大字
大字は真庭市となった現在も存続している。名前については真庭市成立時にそれぞれの大字名に蒜山を冠することとなった。
- 上徳山（かみとくやま） ： 現在の真庭市蒜山上徳山（〒717-0612）
- 上福田（かみふくだ） ： 現在の真庭市蒜山上福田（〒717-0602）
- 下徳山（しもとくやま） ： 現在の真庭市蒜山下徳山（〒717-0613）
- 湯船（ゆぶね） ： 現在の真庭市蒜山湯船（〒717-0601）